# Selo da Flórida
O Grande Selo do Estado da Flórida é usado para representar o Governo do Estado da Flórida em várias eventos oficiais, tais como documentos e legislação. É também usado em edifícios governamentais e veículos do governo estadual. Aparece também na bandeira estadual.
O selo apresenta uma nativa americana da tribo Seminole a espalhar flores pelo solo; em segundo plano, uma árvore sabal, a Árvore Estadual da Flórida, ao longo de uma costa; ao fundo, um barco a vapor posto contra o sol que raia o céu no horizonte. O selo é circunscrito pelas palavras "Grande Selo do Estado da Flórida" e "Em Deus Confiamos".

## História

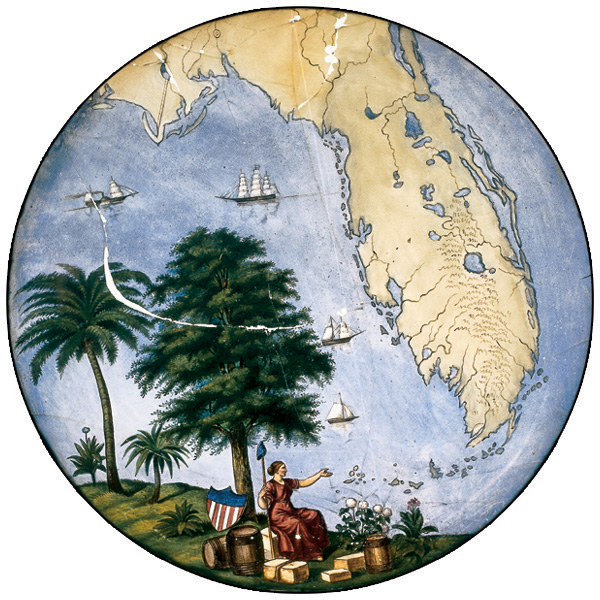
Selo de 1861

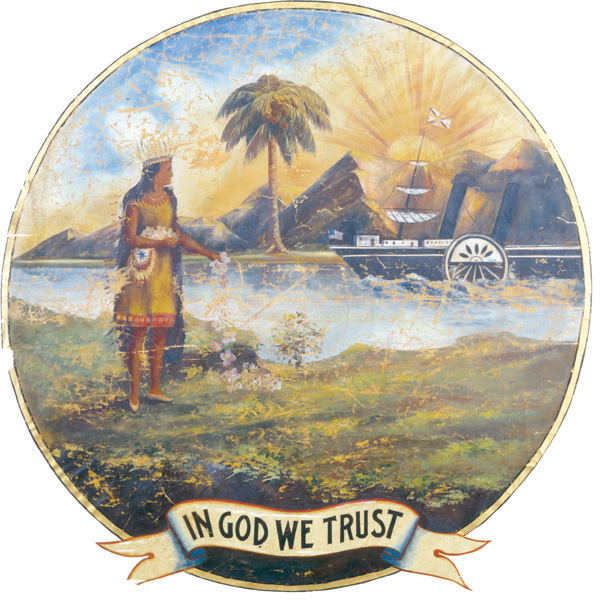
O selo em 1868

Uma versão anterior do selo estadual da Flórida surge em 1861, e apresentava uma palmeira e uma árvore de folhas caducas com a Liberdade sentada com caixas e barris a seus pés. Em segundo plano uma versão delineada do mapa da Flórida, com vários barcos nas águas circundante.
As primeiras instruções acerca de como conceber o selo estadual foram definidas pela Legislatura da Flórida em 1868. Apesar dos elementos básicos deste selo terem permanecido basicamente os mesmos ao longo dos anos, as representações do selo têm variado consideravelmente, de acordo com diferentes desenhos e interpretações da descrição codificada do selo. A imagem do selo estadual da Flórida de 1868 é incorrecta na medida em que a bandeira desfraldada no barco a vapor é um sautor, só adicionado a partir de 1900.
O selo contém vários elementos típicos considerados inadequados, tais como a representação de um nativo americano das Grandes Planícies em vez de um Seminole, um coqueiro, que não é autóctone da Flórida, e a representação de montanhas ao fundo, quando não há montanhas na Flórida.
Devido a estas imprecisões, a descrição do selo tem sido modificada várias vezes.
Em 1970 a descrição do selo foi alterada para exigir que a palmeira fosse uma Sabal, árvore autóctone da Flórida e adoptada como árvore-símbolo do estado em 1953.
Em 1985 foi apresentada ao então Governador da Flórida, Bob Graham, e ao Secretário de Estado da Flórida, George Firestone, uma versão do selo, com os erros corrigidos e uma descrição oficial. Essa versão é o actual selo estadual.